# Corydalis
Corydalis (accentuació: Corýdalis) és un gènere de plantes amb flors de la família papaveràcia de vegades considerat dins les fumariàcies. Conta d'unes 470 espècies de plantes anuals o perennes herbàcies. Són originàries de zones de clima temperat de l'Hemisferi Nord i també de les muntanyes tropicals de l'est d'Àfrica. A la Xina i Himàlaia és on hi ha més diversitat (357 espècies a la Xina).
Als Països Catalans són autòctones les següents espècies:Corydalis claviculata, Corydalis solida i Corydalis bulbosa.
Corydalis cava i altres espècies tuberoses conté un alcaloide bulbocapnina, que ocasionalment s'ha fet servir en medicina.